# Danderyds landskommun
Danderyds landskommun var en kommun i Stockholms län.

## Administrativ historik
Den bildades 1863 i Danderyds socken i Danderyds skeppslag i Uppland.
För Djursholm gällde byggnadsstadgan från 6 juni 1890, ett försteg till det municipalsamhälle som formellt fanns i landskommunen från år 1900. Municipalsamhället med kringområde utbröts 1901 och bildade Djursholms köping. 24 april 1902 inrättades Stocksunds municipalsamhälle som med kringområde utbröts 1910 och bildade Stocksunds köping.
1946 ombildades den resterande landskommunen till Danderyds köping. 
Hela landskommunens område ingår sedan 1971 i Danderyds kommun.

## Politik

### Mandatfördelning i valen 1938-1946
| 12 | 1 | 7 |

| 18 |

|  | 14 | 10 |

| 21 | 4 |

| 3 | 11 | 11 |

| 21 | 4 |